# Silvia Parra Labalsa
Silvia Parra Labalsa (* 29. September 1980 in Esplugues de Llobregat) ist eine ehemalige spanische Fußballspielerin.

## Karriere
Labalsa begann 14-jährig in der Frauenfußballabteilung von RCD Espanyol mit dem Fußballspielen und setzte es bis 2002 bei U.E. L’Estartit im gleichnamigen Ort an der Costa Brava fort, bevor sie nach Deutschland gelangte.
Von 2002 bis 2004 gehörte sie dem Kader des FC Bayern München an, für den sie zehn Bundesligaspiele bestritt. Sie debütierte am 16. März 2003 (13. Spieltag) beim 1:0-Sieg im Heimspiel gegen den FFC Heike Rheine. Mit den ununterbrochenen Einsätzen vom 16. bis 22. Spieltag folgten acht weitere Punktspiele in ihrer Premierensaison. Ihr letztes Punktspiel bestritt sie am 19. Oktober 2003 (4. Spieltag) gegen den SC Freiburg in dem mit 4:2 gewonnenen Heimspiel; mit Gelb verwarnt, wurde sie in der 62. Minute für Gertrud Stallinger ausgewechselt.

## Erfolge
- Copa de la Reina 1996
- Studenten-Europameister